# Martin (Dakota du Nord)
Pour les articles homonymes, voir Martin.
La ville américaine de Martin est située dans le comté de Sheridan, dans l’État du Dakota du Nord. Lors du recensement de 2010, sa population s’élevait à 78 habitants.

## Démographie
| Groupe            | Martin | Dakota du Nord | États-Unis |
| ----------------- | ------ | -------------- | ---------- |
| Blancs            | 100    | 90,0           | 72,4       |
| Autres            | 0      | 10             | 27,6       |
| Total             | 100    | 100            | 100        |
|                   |        |                |            |
| Latino-Américains | 0      | 2,0            | 16,7       |

| 1920 | 1930 | 1940 | 1950 | 1960 | 1970 |
| ---- | ---- | ---- | ---- | ---- | ---- |
| 198  | 211  | 228  | 171  | 146  | 120  |

| 1980 | 1990 | 2000 | 2010 | - | - |
| ---- | ---- | ---- | ---- | - | - |
| 114  | 117  | 96   | 78   | - | - |

Selon l'American Community Survey, pour la période 2011-2015, 96,8% de la population âgée de plus de 5 ans déclare parler l'anglais à la maison et 3,19 % déclare parler l'allemand.

## Source
- (en) Cet article est partiellement ou en totalité issu de l’article de Wikipédia en anglais intitulé « Martin, North Dakota » (voir la liste des auteurs).

1. ↑  (en) « Population of North Dakota - Census 2010 and 2000 », sur censusviewer.com.
2. ↑  (en) « Martin, ND Population - Census 2010 and 2000 », sur censusviewer.com.
3. ↑  (en) « Statistiques des États-Unis - Dakota du nord - Profils des comtés de 2010 » (consulté en juin 2021)
4. ↑  (en) « Language spoken at home by ability to speak English for the population 5 years and over », sur factfinder.census.gov.